# Hazbin Hotel
Hazbin Hotel (bra: Hotel Hazbin; prt: Hazbin Hotel) é uma série de televisão americana de comédia musical animada para adultos criada por Vivienne "VivziePop" Medrano. A série gira em torno de Charlie Morningstar, princesa do Inferno, em sua busca para encontrar uma maneira de os pecadores serem "reabilitados" e permitidos entrar no Céu, através de seu "Hazbin Hotel", como uma alternativa ao "Extermínio" anual de almas pecadoras, promovido pelo Paraíso  devido a superpopulação do Inferno. A série é produzida pela SpindleHorse Toons em colaboração com A24, Amazon Studios e o estúdio de animação Bento Box Entertainment.
O episódio piloto, lançado no YouTube em 28 de outubro de 2019, foi feito inteiramente por animadores freelance e foi financiado principalmente pelos seguidores de Medrano no Patreon. A primeira temporada estreou no Amazon Prime Video em 19 de janeiro de 2024, com seu primeiro episódio também lançado no YouTube no mesmo dia para um lançamento limitado. A segunda temporada está prevista para ser lançada a 29 de outubro de 2025, enquanto a terceira e a quarta temporadas já estão confirmadas em produção.
A popularidade e o sucesso do piloto permitiram que Medrano criasse uma série spin-off chamada Helluva Boss, que estreou em 31 de outubro de 2020. A série apresenta um elenco diferente de personagens dentro do mesmo cenário do universo.
Em janeiro de 2024, Hazbin Hotel foi a maior estreia global de uma nova série animada no Prime Video. Em fevereiro de 2024, o episódio piloto ultrapassou 100 milhões de visualizações no YouTube.

## Premisa
A série segue Charlie Morningstar, a princesa do Inferno, enquanto ela tenta realizar seu sonho aparentemente impossível de abrir um hotel chamado “Hazbin Hotel”, que visa reabilitar demônios pecadores. Devido à superpopulação, o Inferno passa por um expurgo anual onde anjos, liderados por Adão, descem do Céu e matam pecadores. Charlie acha isso perturbador e quer encontrar uma solução mais pacífica para o problema da superpopulação. Seu objetivo é fazer com que seus clientes “saiam” do Inferno como almas redimidas e sejam aceitos no Céu.
Com a ajuda de sua dedicada empresária e namorada, Vaggie, e de seu relutante primeiro patrono, o ator de filmes pornográficos Angel Dust, ela está determinada a tornar seu sonho realidade. Mas quando sua proposta ao vivo na televisão dá errado, seu plano atrai a atenção do poderoso Alastor, o "Demônio do Rádio" que, apesar de achar ridícula sua crença na redenção, quer ajudar Charlie a administrar o hotel para sua própria diversão.

## Episódios

### Visão geral
| Temporada | Episódios | Exibição original     | Exibição original      | Exibição original  |
| Temporada | Episódios | Estreia               | Última exibição        | Emissora           |
| --------- | --------- | --------------------- | ---------------------- | ------------------ |
| Piloto    | 1         | 28 de outubro de 2019 | 28 de outubro de 2019  | YouTube            |
| 1         | 8         | 19 de janeiro de 2024 | 2 de fevereiro de 2024 | Amazon Prime Video |
| 2         | 8         | 29 de outubro de 2025 | 2025                   | Amazon Prime Video |

### Piloto (2019)
| Título                 | Escrito por                                            | Data de lançamento original |
| ---------------------- | ------------------------------------------------------ | --------------------------- |
| "That's Entertainment" | Dave Capdevielle, Raymond Hernandez & Vivienne Medrano | 28 de outubro de 2019       |

### Temporada 1 (2024)
Nota: Todos os episódios desta temporada foram dirigidos pela criadora da série Vivienne Medrano.
| N°. | Título (Títulos lusófonos)                                                                 | Escrito por                    | Data de lançamento original | Código de produção |
| --- | ------------------------------------------------------------------------------------------ | ------------------------------ | --------------------------- | ------------------ |
| 1   | "Overture" "Abertura" (BR/PT)                                                              | Vivienne Medrano               | 19 de janeiro de 2024       | 1BBHH01            |
| 2   | "Radio Killed the Video Star" "Rádio X Vídeo" (BR) "A Rádio Matou a Estrela de Vídeo" (PT) | Adam Neylan & Vivienne Medrano | 19 de janeiro de 2024       | 1BBHH02            |
| 3   | "Scrambled Eggs" "Ovos Mexidos" (BR/PT)                                                    | Ariel Ladensohn                | 19 de janeiro de 2024       | 1BBHH03            |
| 4   | "Masquerade" "Fachada" (BR) "Máscaras" (PT)                                                | Adam Neylan & Vivienne Medrano | 19 de janeiro de 2024       | 1BBHH04            |
| 5   | "Dad Beat Dad" "Pai Ausente, Pai Presente" (BR) "Pai contra Pai" (PT)                      | Rachel Kaplan                  | 26 de janeiro de 2024       | 1BBHH05            |
| 6   | "Welcome to Heaven" "Boas-vindas ao Paraíso" (BR) "Bem-vindos ao Céu" (PT)                 | Adam Stein                     | 26 de janeiro de 2024       | 1BBHH06            |
| 7   | "Hello Rosie!" "Esta é Rosie!" (BR) "Olá, Rosie!" (PT)                                     | Ariel Ladensohn                | 2 de fevereiro de 2024      | 1BBHH07            |
| 8   | "The Show Must Go On" "O Show Só Começou" (BR) "O Espetáculo Tem de Continuar" (PT)        | Adam Stein                     | 2 de fevereiro de 2024      | 1BBHH08            |

## Versões lusófonas

### Português europeu

#### Legendagem
A série foi traduzida e legendada por Nadine Gil.

### Português do Brasil
A série foi traduzida e dublada no estúdio Dublavídeo, com tradução de Matheus Azri, e legendada por Renata Alves.

## Elenco

### Principais
| Personagem          | Original        | Original          | Dublagem        | Dublagem       |
| Personagem          | Piloto          | Série             | Atuação         | Canções        |
| ------------------- | --------------- | ----------------- | --------------- | -------------- |
| Charlie Morningstar | Elsie Lovelock  | Erika Henningsen  | Raquel Carlotti | Victória Kiu   |
| Vaggie              | Monica Franco   | Stephanie Beatriz | Shallana Costa  | Shallana Costa |
| Alastor             | Edward Bosco    | Amir Talai        | Cesar Marchetti | Rodrigo García |
| Angel Dust          | Michael Kovach  | Blake Roman       | Luís Pimenta    | Pedro Navarro  |
| Husk                | Mick Lauer      | Keith David       | Mauro Ramos     | Mauro Ramos    |
| Niffty              | Michelle Marie  | Kimiko Glenn      | Flávia Narciso  | Flávia Narciso |
| Sir Pentious        | William Stamper | Alex Brightman    | Matheus Azri    | Vavá Rodrigues |
| Adão                | Ausente         | Alex Brightman    | Wilken Mazzei   | Arthur Berges  |

### Recorrentes
| Personagem          | Original     | Original          | Dublagem           | Dublagem        |
| Personagem          | Piloto       | Série             | Atuação            | Canções         |
| ------------------- | ------------ | ----------------- | ------------------ | --------------- |
| Katie Killjoy       | Faye Mata    | Brandon Rogers    | Michel di Fiori    | Michel di Fiori |
| Tom Trench          | Joshua Tomar | Amir Talai        | Tom Rogé           | Tom Rogé        |
| Egg Boiz            | Joe Gran     | Blake Roman       | Rodrigo Martim     | Rodrigo Martim  |
| Cherri Bomb         | Kelly Boyer  | Krystina Alabado  | Thais Durães       | Thais Durães    |
| Lute                | Ausente      | Jessica Vosk      | Priscila Franco    | Vânia Canto     |
| Lucifer Morningstar | Ausente      | Jeremy Jordan     | Thiago Zambrano    | Abner Debret    |
| Carmilla Carmine    | Sem diálogos | Daphne Rubin-Vega | Patt Souza         | Soraya Orenga   |
| Vox                 | Sem diálogos | Christian Borle   | Arthur Machado     | Ricardo Fábio   |
| Velvette            | Sem diálogos | Lilli Cooper      | Jacque Souza       | Mônica Toniolo  |
| Valentino           | Sem diálogos | Joel Perez        | Pierre Bittencourt | Vinicius Loyola |

### Convidados
| Personagem | Original              | Dublagem              | Dublagem        |
| Personagem | Original              | Atuação               | Canções         |
| ---------- | --------------------- | --------------------- | --------------- |
| Travis     | Don Darryl Rivera     | Sem diálogos          | Sem diálogos    |
| Zestial    | James Monroe Iglehart | Francisco Júnior      | Adriano Tunes   |
| Mimzy      | Sarah Stiles          | Angélica Santos       | Larissa Cardoso |
| São Pedro  | Darren Criss          | Michel di Fiori       | Lucas Almeida   |
| Sera       | Patina Miller         | Angela Couto          | Lara Suleiman   |
| Emily      | Shoba Narayan         | Luiza Porto           | Giulia Nadruz   |
| Rosie      | Leslie Kritzer        | Maria Cláudia Cardoso | Lais Yasmin     |

## Discografia
No dia seguinte ao lançamento de cada episódio, as músicas apresentadas neles foram lançadas em uma trilha sonora EP pela A24 Music, começando com a Parte 1 em 19 de janeiro de 2024. Duas músicas dos dois primeiros episódios foram lançadas antes da série e não estão presentes em nenhum dos EPs; "Happy Day in Hell" foi lançado em 20 de outubro de 2023, após uma prévia na New York Comic Con e "Poison" foi lançado em 5 de janeiro de 2024. Após o lançamento da série, "Poison" estreou no número 34 na parada Hot Rock & Alternative Songs da Billboard dos EUA, tendo acumulado 2,7 milhões de streams nos EUA na semana seguinte ao show.

### Álbuns de trilha sonora
| Título                                    | Detalhes                                                                                  | Pico nas Paradas | Pico nas Paradas | Pico nas Paradas | Pico nas Paradas | Pico nas Paradas |
| Título                                    | Detalhes                                                                                  | US               | CAN              | JPN Dig.         | NZ               | UK DL            |
| ----------------------------------------- | ----------------------------------------------------------------------------------------- | ---------------- | ---------------- | ---------------- | ---------------- | ---------------- |
| Hazbin Hotel Original Soundtrack (Part 1) | - Lançamento: 19 de janeiro de 2024 - Gravadora: A24 Music - Formatos: Download digital   | 95               | 84               | 15               | —                | 11               |
| Hazbin Hotel Original Soundtrack (Part 2) | - Lançamento: 26 de janeiro de 2024 - Gravadora: A24 Music - Formatos: Download digital   | 189              | —                | 12               | —                | —                |
| Hazbin Hotel Original Soundtrack (Part 3) | - Lançamento: 1º de fevereiro de 2024 - Gravadora: A24 Music - Formatos: Download digital | —                | —                | 13               | —                | —                |
| Hazbin Hotel (Original Soundtrack)        | - Lançamento: 2 de fevereiro de 2024 - Gravadora: A24 Music - Formatos: Download digital  | 13               | 14               | 6                | 6                | —                |

### Singles

#### Temporada 1
| Título                                                                                    | Ano  | Pico nas Paradas | Pico nas Paradas | Pico nas Paradas | Pico nas Paradas | Álbum                                     |
| Título                                                                                    | Ano  | US Bub.          | CAN              | NZ Hot           | UK               | Álbum                                     |
| ----------------------------------------------------------------------------------------- | ---- | ---------------- | ---------------- | ---------------- | ---------------- | ----------------------------------------- |
| "Hell Is Forever"                                                                         | 2024 | —                | —                | —                | —                | Hazbin Hotel Original Soundtrack (Part 1) |
| "Stayed Gone"                                                                             | 2024 | 11               | 85               | 21               | —                | Hazbin Hotel Original Soundtrack (Part 1) |
| "It Starts with Sorry"                                                                    | 2024 | —                | —                | —                | —                | Hazbin Hotel Original Soundtrack (Part 1) |
| "Whatever It Takes"                                                                       | 2024 | —                | —                | —                | —                | Hazbin Hotel Original Soundtrack (Part 1) |
| "Respectless"                                                                             | 2024 | —                | —                | 28               | —                | Hazbin Hotel Original Soundtrack (Part 1) |
| "Loser, Baby"                                                                             | 2024 | 1                | 65               | 10               | 77               | Hazbin Hotel Original Soundtrack (Part 1) |
| "Hell's Greatest Dad"                                                                     | 2024 | 9                | 74               | 23               | 98               | Hazbin Hotel Original Soundtrack (Part 2) |
| "More Than Anything"                                                                      | 2024 | —                | —                | 38               | —                | Hazbin Hotel Original Soundtrack (Part 2) |
| "Welcome to Heaven"                                                                       | 2024 | —                | —                | —                | —                | Hazbin Hotel Original Soundtrack (Part 2) |
| "You Didn't Know"                                                                         | 2024 | 25               | —                | 24               | —                | Hazbin Hotel Original Soundtrack (Part 2) |
| "Out for Love"                                                                            | 2024 | 20               | 94               | —                | —                | Hazbin Hotel Original Soundtrack (Part 3) |
| "—" denota uma gravação que não entrou nas paradas ou não foi lançada naquele território. |      |                  |                  |                  |                  |                                           |

#### Singles promocionais
| Título                                                                                    | Ano  | Pico nas Paradas | Pico nas Paradas | Pico nas Paradas | Pico nas Paradas | Álbum                              |
| Título                                                                                    | Ano  | US Bub.          | CAN              | NZ Hot           | UK               | Álbum                              |
| ----------------------------------------------------------------------------------------- | ---- | ---------------- | ---------------- | ---------------- | ---------------- | ---------------------------------- |
| "Happy Day in Hell"                                                                       | 2023 | —                | —                | —                | —                | Hazbin Hotel (Original Soundtrack) |
| "Poison"                                                                                  | 2024 | 2                | 69               | 24               | 96               | Hazbin Hotel (Original Soundtrack) |
| "—" denota uma gravação que não entrou nas paradas ou não foi lançada naquele território. |      |                  |                  |                  |                  |                                    |

## Outras mídias

### Webcomics
De 27 de outubro de 2019 a 7 de julho de 2020, um webcomic intitulado "Capítulo 1: Dirty Healings" (que mostrava como Angel Dust soube do hotel) foi concluído, contendo vinte e duas páginas e hospedado no site oficial do Hazbin Hotel. Outra história em quadrinhos intitulada "A Day in the Afterlife (The Radio Demon)", que enfoca o cotidiano de Alastor no Inferno, foi postada no site em 19 de outubro de 2020, contendo dezesseis páginas.

### Música
Em fevereiro de 2020, Gabriel C. Brown, voz piloto de Alastor, fez um cover das músicas "You're Never Fully Dressed Without a Smile" e "I Don't Want to Set the World on Fire" na voz do personagem. Ele reprisou o papel em quatro videoclipes de canções originais: "Insane" em junho de 2021, que foi avaliado pelo criador de One Piece, Eiichiro Oda, como sua "segunda música favorita de 2023", "Heaven 2 Hell" em outubro de 2021 (um dueto com Elsie Lovelock reprisando seu papel como Charlie), "Radio Play" em novembro de 2022 (um dueto com Edward Bosco reprisando seu papel como a voz de Alastor), e "Thank You and Goodnight " em janeiro de 2024 (com a maioria do elenco do piloto). A última música foi descrita como uma "despedida" aos dubladores do elenco piloto e "uma passagem alegre e proverbial da tocha" após o anúncio de que A24 iria reformular o show na série animada completa. Em julho de 2020, o compositor Sam Haft do Hazbin Hotel e do Helluva Boss lançou "Alastor's Game", no qual Haft fez a voz de Alastor. Em fevereiro de 2024, um emote de Hazbin Hotel intitulado "Reaper's Showtime" foi lançado para o videogame Fortnite pela Epic Games, permitindo ao personagem do jogador empunhar a icônica bengala de Alastor enquanto toca a música "Insane".

### Música e videoclipe de "Addict"
"Addict" é um videoclipe animado lançado em 17 de julho de 2020, no canal de Medrano no YouTube, baseado e apresentando a música de Silva Hound de mesmo nome. Centra-se nas relações de Angel Dust com seu melhor amigo, Cherri Bomb, seu chefe abusivo, Valentino, e suas experiências com o vício. A música foi interpretada por Michael Kovach e Kelly "Chi-Chi" Boyer. Tito W. James, da Comicon.com, descreveu o vídeo como algo que dá aos espectadores uma "visão mais profunda" da vida de Cherri Bomb e Angel Dust, e elogiou o "mundo de Hazbin" por ser "paradoxalmente provocativo e empático". A música alcançou o terceiro lugar nas músicas de dança no iTunes em 21 de julho de 2020. Além disso, a música ficou em 14º lugar na parada Dance/Electronic Songs dos EUA, em 4º lugar na parada Dance/Electronic Digital Songs e em 77º lugar na parada Dance/Electronic Songs Year-End.

### Helluva Boss
Uma série spin-off, Helluva Boss, revelou sua primeira temporada em 31 de outubro de 2020, quase um ano após o lançamento de seu próprio piloto. Helluva Boss se passa no mesmo universo ficcional de Hazbin Hotel, o Hellaverse, mas tem um elenco diferente de personagens e história. Como Medrano descreveu, embora ambos os programas compartilhem o mesmo cenário, Hazbin Hotel é sobre redenção e consequências de ações passadas, enquanto Helluva Boss segue "personagens e sociedades que já existem no Inferno", focando nas relações entre personagens.

## Produção e lançamento
Alguns personagens do piloto já existiam há anos quando Medrano começou a trabalhar com pessoas da Escola de Artes Visuais no que mais tarde se tornaria o Hazbin Hotel, como a "Misfit Demon Gang" (Gangue de Demônios Desajustados) na série de quadrinhos da web de Medrano, ZooPhobia. Originalmente, o piloto era para ser uma comédia adulta "com uma estética atrevida e demoníaca". Demorou mais de seis meses para escrever o episódio e mais de dois anos para animá-lo, com teasers lançados no período seguinte para atrair um público de fãs. A série contém vários personagens LGBTQ+. Isso inclui um personagem gay chamado Angel Dust, uma personagem bissexual chamada Charlie, uma personagem lésbica chamada Vaggie, um personagem pansexual chamado Husk e um personagem assexual chamado Alastor.
O episódio piloto do programa foi lançado no canal de Medrano no YouTube em outubro de 2019 e obteve 54 milhões de visualizações no início de fevereiro de 2021. Quase um ano depois, A24 contratou o Hazbin Hotel para a produção de uma série de TV em agosto de 2020.
Em 21 de dezembro de 2021, a conta oficial do Twitter do Hazbin Hotel provocou o lançamento da primeira temporada. Posteriormente, foi relatado que o elenco do piloto não foi convidado a reprisar seus papéis na produção do A24, embora esses dubladores mostrassem apoio ao show, apesar de sua remoção. Medrano disse que ama seus personagens “mais do que tudo” e que eles estão “em boas mãos”.
Vários personagens principais foram redesenhados a partir do piloto, incluindo Charlie, Vaggie, Alastor, e Angel Dust. Junto com SpindleHorse Toons, Bento Box Entertainment co-produziu a série para A24. Princess Bento Studio, um estúdio com sede em Melbourne de propriedade conjunta da Bento Box Entertainment e Princess Pictures, ao lado da Bento Box cuidava da produção de animação, com SpindleHorse Toons e Toon City cuidando dos serviços de animação digital. Segundo Medrano, muitos dos artistas que trabalharam no piloto voltariam para a primeira temporada e argumentaram que o “espírito indie do piloto continua vivo”.
Em 28 de outubro de 2022, o terceiro aniversário do lançamento do piloto, um teaser trailer foi lançado no canal de Medrano no YouTube prometendo uma data de lançamento no verão de 2023 para a primeira temporada, mas mais tarde foi paralisado devido à greve de atores e escritores de 2023. Em 28 de setembro de 2023, um trailer foi postado na conta oficial da série no Instagram e no canal de Medrano no YouTube anunciando a estreia de sua primeira temporada no Amazon Prime Video em janeiro de 2024, ao mesmo tempo que anunciava que "a 2ª temporada está chegando". Em novembro de 2023, foi anunciado que a série estrearia em 19 de janeiro de 2024. Em 13 de dezembro de 2023, o trailer oficial da primeira temporada foi lançado. Também foi confirmado que o piloto permaneceria canônico para a história, com o próprio programa reconhecendo-o em vários episódios, ao mesmo tempo que continuava os enredos que foram estabelecidos nele.

## Recepção

### Recepção do piloto
O episódio piloto foi aclamado pela crítica por sua qualidade de animação, música e personagens. Mateus Campo do Go! & Express, argumentou que o piloto fazia parte do "renascimento da animação" no YouTube e disse que pode haver "muito mais projetos como Hazbin no futuro". Lidia Vassar, do MSU Reporter, elogiou o programa, observando seu "senso de humor atrevido e estilo de arte peculiar". Ela também afirmou que estava ansiosa por episódios futuros, gostou da "diversidade de designs de personagens" e afirmou que está claro que os criadores do programa "colocaram muito tempo e coração neste projeto". Em dezembro de 2019, em um artigo sobre o estado atual da animação adulta, o crítico de animação da CBR Reuben Baron afirmou que embora os episódios piloto de Hazbin Hotel e Helluva Boss tenham recebido "algumas críticas justificadas" por causa de seu humor impróprio e nervoso, eles ainda são "trabalhos claros de amor do ponto de vista da animação." Outra crítica da CBR, Nerissa Rupnarine, apontou que Alastor está na pequena lista de "personagens assexuais canônicos" na animação.
Alguns críticos argumentaram que a série terá uma influência positiva na animação independente daqui para frente, e argumentaram que o sucesso de Hazbin Hotel levou ao sucesso de Helluva Boss. O revisor Sean Cubillas da CBR elogiou o programa por seu "humor peculiar, ambicioso e sombrio" e por alguns dos "diálogos mais rápidos, espirituosos e atrevidos já vistos em animação independente".

### Recepção da série
No site agregador de críticas Rotten Tomatoes, 79% das 28 avaliações dos críticos são positivas, com uma classificação média de 7.7/10. O consenso do site afirma: "Uma série musical infernal envolta em cores quentes e vibrantes, Hazbin Hotel vale a pena reservar." Metacritic, que usa média aritmética ponderada, atribuiu uma pontuação de 69 em 100 com base em 8 críticos, indicando "avaliações geralmente favoráveis".
Erik Piepenburg, do Los Angeles Times, disse que o universo do show é uma "mistura descaradamente colorida, queer-inclusiva e de ritmo acelerado" com "cenas bizarras e grotescas e muitas bocas sujas", junto com "uma trilha sonora pop da Broadway". Christine N. Ziemba, da Paste, argumentou que a série não é "simplesmente uma repetição" do piloto, não é para crianças e inclui "humor adulto perverso", personagens que são excêntricos ou pecadores e "Disney- números musicais esquisitos" e chamou a série de "visualmente atraente". Hope Mullinax, do Collider, disse que as expectativas da série foram "facilmente destruídas", elogiando a música, o elenco e as escolhas de design. Ela estava animada para ver o progresso da série, mas ficou desapontada porque Cherri Bomb não conseguiu um papel maior. Joe Draper, do Digital Spy, descreveu a série como explícita e incluindo um "elenco de estrelas de artistas de palco e favoritos da TV". Petrana Radulovic da Polygon descreveu a série como um "musical dirigido por personagens com um enredo abrangente e muita construção de mundo profunda", observando também que apresenta "múltiplas protagonistas femininas e queer".
Rendy Jones, do Rogerebert.com, disse que algumas piadas não são tão eficazes e que as "asas ambiciosas" de Medrano foram cortadas "pelas demandas corporativas de streaming". Ele afirmou que a série tem humor sangrento e ângulos de câmera desorientadores, mas no geral tem música estelar, dubladores habilidosos e um "charme equilibrado para completar seu cenário infernal", e chamou-a de "momento doce e atrevido" que muitos adultos vão gostar. Rachel Leishman, do The Mary Sue, chamou a série de especial por seu elemento musical e argumentou que as séries animadas têm um "tipo especial de magia" e afirmou que o brilho do Hazbin Hotel é próprio e é uma "série divertida para mergulhar." Mae Abdulbaki da Screen Rant chamou a série de "animada", elogiou o elenco, os personagens, as músicas cativantes e a "energia caótica", enquanto dizia que os temas do bem e do mal poderiam ser "mais matizados" e que os personagens podem atuar às vezes "extremamente infantil".
Em contraste, Alison Herman, da Variety, disse que embora a série tenha uma "história de bem-estar desmentida por sua premissa sombria" e uma ideia original que é "fácil de torcer", ela presta menos atenção aos detalhes cosmológicos ou motivações dos protagonistas. Ela disse que a série tem moralidade retrógrada, se perde em "sua atmosfera caótica e contraditória" e não está avançada o suficiente para "funcionar como uma temporada completa de TV", comparando-a desfavoravelmente a The Good Place. Além disso, Jenna Scherer, do The A.V. Club disse que a série tem "muitas vantagens", elogiando a premissa, a animação elegante e inovadora, os números musicais e os dubladores, mas criticou a escrita como deficiente e espera que a segunda temporada permita a série "desacelerará e encontrará seu ritmo", mas observou que a série "encontrará seu público de qualquer maneira".
Kristy Puchko, do Mashable, descreveu a série como um "desenho animado rosa alegre sobre pecadores e cantos", mas argumentou que os três primeiros episódios são "nada dignos de nota" para os novatos, e disse que o diálogo é chocante quando comparado com um estilo de animação que "parece estar imitando o Disney XD", além de dizer que "não é satisfatoriamente subversivo". Ela espera que a série “supere suas dores de crescimento” na primeira temporada e diz que essa expansão das obras de Medrano é “chamativa, mas tênue”. O New Hampshire Union-Leader criticou a série como tendo uma "história/mitologia totalmente confusa", ação frenética, chamando-a de uma "dor de cabeça de um show", além de afirmar que o diálogo parece "mais adolescente do que chocante. "
Após seu lançamento, Hazbin Hotel estabeleceu um novo recorde de streaming para Prime Video, tornando-se a maior estreia global em audiência de um novo título de animação na plataforma.

## Fandom
Em agosto de 2020, o programa desenvolveu uma base de fãs dedicada, com o piloto de 31 minutos recebendo mais de 101 milhões de visualizações em fevereiro de 2024, um aumento de 32 milhões de visualizações em maio de 2020. Em um white paper sobre o aumento da animação adulta, John Evershed, fundador da Mondo Media, descreveu a série como uma rara exceção aos programas no YouTube que são escolhidos pelas empresas como uma "série de TV longa".  Ele argumentou que o programa gerou atenção e visualizações suficientes para interessar a A24 na produção do programa como uma série de TV.  Medrano disse ao Insider em fevereiro de 2021 que ficou surpresa com o fato de o programa ter ficado tão grande, dizendo que o fandom de Hazbin Hotel rivaliza com o de programas com várias temporadas, mesmo com apenas um piloto lançado, e que "atingiu as pessoas" devido ao seu estilo de arte, angústia e drama. Além disso, ela expressou entusiasmo com a direção do programa, notando a demanda por seu conteúdo. Outros chamaram a série de “sucesso do YouTube”.
Alguns meios de comunicação notaram intenso interesse dos fãs no personagem Lucifer Morningstar, o rei do Inferno, que não havia "aparecido fisicamente em nenhum trabalho do Hazbin Hotel" antes da primeira temporada do programa. Sarah Laudenbach da Screen Rant observou que a série desenvolveu uma forte base de fãs apesar de ter "conteúdo mínimo" disponível, com "fãs de longa data" elogiando a série por lidar com "tópicos obscuros como abuso e vício". Ela também disse que Medrano criou um "universo infernal inteiro" que ganhou um "fandom próprio". Kimberly Terasaki do The Mary Sue descreveu o programa como tendo inspirado a "imaginação de milhares de fãs" e observou que existem mais de 7.000 fan fictions para a série no Archive of Our Own, junto com "milhares de fan comics e fandubs." O estudioso Ben Mitchell descreveu a série como "sensacionalmente popular" e um uso eficaz do Patreon para subsidiar a arte do programa "por meio de pagamentos mensais escalonados".